# Лемір-Махале
Лемір-Махале (перс. لميرمحله) — село в Ірані, у дегестані Вірмуні, у Центральному бахші, шагрестані Астара остану Ґілян. За даними перепису 2006 року, його населення становило 296 осіб, що проживали у складі 74 сімей.

## Клімат
Середня річна температура становить 14,27 °C, середня максимальна – 27,38 °C, а середня мінімальна – 0,32 °C. Середня річна кількість опадів – 916 мм.
| Клімат поселення                              | Клімат поселення | Клімат поселення | Клімат поселення | Клімат поселення | Клімат поселення | Клімат поселення | Клімат поселення | Клімат поселення | Клімат поселення | Клімат поселення | Клімат поселення | Клімат поселення | Клімат поселення |
| Показник                                      | Січ.             | Лют.             | Бер.             | Квіт.            | Трав.            | Черв.            | Лип.             | Серп.            | Вер.             | Жовт.            | Лист.            | Груд.            |                  |
| Середній максимум, °C                         | 10,14            | 9,99             | 12,36            | 17,68            | 22,13            | 25,46            | 27,38            | 27,34            | 23,74            | 19,85            | 14,92            | 11,06            |                  |
| Середня температура, °C                       | 5,32             | 5,16             | 7,54             | 12,85            | 17,31            | 20,63            | 23,75            | 23,69            | 20,11            | 16,20            | 11,28            | 7,41             |                  |
| Середній мінімум, °C                          | 0,49             | 0,32             | 2,69             | 8,00             | 12,46            | 15,79            | 20,10            | 20,05            | 16,46            | 12,58            | 7,63             | 3,79             |                  |
| Норма опадів, мм                              | 75               | 77               | 77               | 54               | 44               | 28               | 13               | 43               | 117              | 174              | 124              | 90               |                  |
| Середньомісячна швидкість вітру, м/с          | 2.40             | 2.58             | 2.50             | 2.50             | 2.41             | 2.65             | 2.78             | 2.51             | 2.30             | 2.15             | 2.00             | 2.10             |                  |
| Середньомісячна сонячна радіація, кДж/м²·день | 6751             | 9104             | 11260            | 15758            | 20068            | 22969            | 23669            | 20079            | 16096            | 10902            | 8160             | 6322             |                  |
| --------------------------------------------- | ---------------- | ---------------- | ---------------- | ---------------- | ---------------- | ---------------- | ---------------- | ---------------- | ---------------- | ---------------- | ---------------- | ---------------- | ---------------- |
| Джерело:                                      |                  |                  |                  |                  |                  |                  |                  |                  |                  |                  |                  |                  |                  |